# Şahin Şenoduncu
Şahin Şenoduncu (* 24. April 1994 in Ayvalık) ist ein türkischer Geher.

## Sportliche Laufbahn
Şahin Şenoduncu bestritt im Jahr 2010 seine ersten Wettkämpfe im Gehen gegen die nationale Konkurrenz. 2011 qualifizierte er sich für die U18-Weltmeisterschaften in Lille, bei denen er über 10.000 Meter an den Start ging. Nach 45:14,55 min beendete er den Wettkampf auf dem 21. Platz. 2012 nahm er im Frühjahr an den U20-Meisterschaften des Balkans teil und belegte über 10 km den zweiten Platz. Im Sommer trat er bei den U20-Weltmeisterschaften in Barcelona an und landete nach 43:29,28 min auf dem 23. Platz. 2013 wurde Şenoduncu Türkischer U20-Hallenmeister über 5000 Meter. Im April nahm er im U20-Wettkamof beim Europäischen Geher-Cup in der Slowakei teil und landete über 10 km auf dem siebten Platz. Später im Sommer trat er bei den U20-Europameisterschaften in Italien an und erreichte mit neuer Bestzeit von 42:46,39 min über 10.000 Meter als Neunter das Ziel. 2014 nahm Şenoduncu erstmals an Türkischen Meisterschaften im Erwachsenenbereich teil und wurde im Februar Türkischer Vizemeister in der Halle. Im selben Jahr bestritt er seine ersten Wettkämpfe über die 20-km-Distanz und konnte im Juli eine weitere Silbermedaille bei den Türkischen Meisterschaften über diese Distanz gewinnen.
2015 gewann Şenoduncu im März über die 10-km-Distanz seinen ersten Türkischen Meistertitel. Im April gewann er mit neuer Bestzeit von 1:27:30 h über 20 km in der Heimat bei den Meisterschaften des Balkans. Später im Sommer startete er bei den U23-Europameisterschaften in Tallinn, bei denen er den 14. Platz belegte. Im April 2016 verbesserte er in Tschechien seine Bestzeit auf 1:26:27 h. Seine nächsten Wettkämpfe konnte er anschließend erst 2018 bestreiten. Im Februar gewann er die Bronzemedaille bei den Türkischen Meisterschaften; zwei Monate später wurde er Fünfter Bei den Balkanmeisterschaften in Serbien. 2019 wurde er Türkischer Vizemeister und verbesserte sich anschließend bei den Balkanmeisterschaften in Griechenland auf eine Zeit von 1:24:40 h. Im Juli trat er bei der Universiade in Neapel an und verpasste mit Bestzeit von 1:23:40 h als Vierter knapp die Medaillenränge. Zum Ende der Saison konnte er sich nochmal bis auf 1:22:50 h verbessern. 2020 wurde Şenoduncu mit seiner aktuellen Bestzeit von 1:21:47 h erneut Türkischer Vizemeister. 2021 gewann er zum zweiten Mal bei den Balkanmeisterschaften und sammelte die notwendigen Quotenpunkte um sich für die Olympischen Sommerspiele in Tokio zu qualifizieren. Anfang August ging er bei den Spielen in Sapporo an den Start und erreichte bei seinem Olympiadebüt nach 1:27:39 h als 34. das Ziel. Damit erreichte er das beste Ergebnis der drei türkischen Starter bei den Männern. 2022 gewann er im Januar seinen zweiten Türkischen Meistertitel.

## Wichtige Wettbewerbe
| Jahr               | Veranstaltung             | Ort                | Platz              | Disziplin          | Zeit               |
| Startet für Türkei | Startet für Türkei        | Startet für Türkei | Startet für Türkei | Startet für Türkei | Startet für Türkei |
| ------------------ | ------------------------- | ------------------ | ------------------ | ------------------ | ------------------ |
| 2011               | U18-Weltmeisterschaften   | Lille              | 21.                | 10.000 m Bahngehen | 45:14,55 min       |
| 2012               | U20-Weltmeisterschaften   | Barcelona          | 23.                | 10.000 m Bahngehen | 43:29,28 min       |
| 2013               | U20-Europameisterschaften | Rieti              | 9.                 | 10.000 m Bahngehen | 42:46,39 min       |
| 2015               | U23-Europameisterschaften | Tallinn            | 14.                | 20 km Gehen        | 1:30:39 h          |
| 2019               | Universiade               | Neapel             | 4.                 | 20 km Gehen        | 1:23:40 h          |
| 2021               | Olympische Spiele         | Tokio              | 34.                | 20 km Gehen        | 1:27:39 h          |

## Persönliche Bestleistungen
Freiluft
- 5000-m-Bahngehen: 20:15,67 min, 25. Mai 2019, Ankara
- 5-km-Gehen: 20:15 min, 27. April 2019, Konya
- 10.000-m-Bahngehen: 41:08,01 min, 5. September 2020, Istanbul
- 10-km-Gehen: 41:08 min, 28. Mai 2015, Ayvalık
- 20-km-Gehen: 1:21:47 h, 16. Februar 2020, Antalya

Halle
- 5000-m-Bahngehen: 19:45,12 min, 11. Januar 2020, Istaanbul